# アンドレアス・オットル
アンドレアス・オットル（Andreas Ottl, 1985年3月1日 - ）は、ドイツ出身のサッカー選手。愛称はオッティ。

## 経歴
地元のSCノルトレルヒェナウでサッカーを始め、1996年にバイエルン・ミュンヘンの下部組織に入団。2002年からはレギオナルリーガ（3部リーグに相当）に所属するサテライトチームでプレーをした生え抜きの選手である。
2005年7月1日にトップチームとプロ契約。彼はフィリップ・ラーム、クリスティアン・レルらと共にバイエルンの中で数少ない地元ミュンヘン出身の選手となっていた。
守備的MFとしてプレーをする他、サイドバック、サイドハーフ、センターバックをこなすユーティリティープレイヤーでもある。

## 代表歴
- ドイツU-20代表　2005
  - FIFAワールドユース選手権出場　2005年
- ドイツU-21代表　2006

## 所属クラブ
- バイエルン・ミュンヘンⅡ 2003-2007
- バイエルン・ミュンヘン 2005-2011
  -  1.FCニュルンベルク 2010 (loan)
- ヘルタ・ベルリン 2011-2012
- FCアウクスブルク 2012-2014

## タイトル
- ドイツU-17ユース選手権: 2001年
- ドイツU-19ユース選手権: 2002年、2004年
- レギオナルリーガ（3部リーグ）: 2004年
- ブンデスリーガ: 2006年, 2008年
- DFBポカール: 2006年, 2008年
- リーグカップ: 2007年